# Луций Рутилий Пропинквий
Луций Рутилий Пропинквий (на латински: Lucius Rutilius Propinquus) e политик и сенатор на Римската империя през 2 век.

## Биография
Произлиза от фамилията Рутилии, когноменът му Propinquus означава преведено близък роднина.
През 120 г. Рутилий е суфектконсул заедно с Гай Квинкций Керт Поблиций Марцел.